# Berrotarán
Berrotarán é um município da província de Córdova, na Argentina.